# Zorganizowane Elektroniczne Tortury

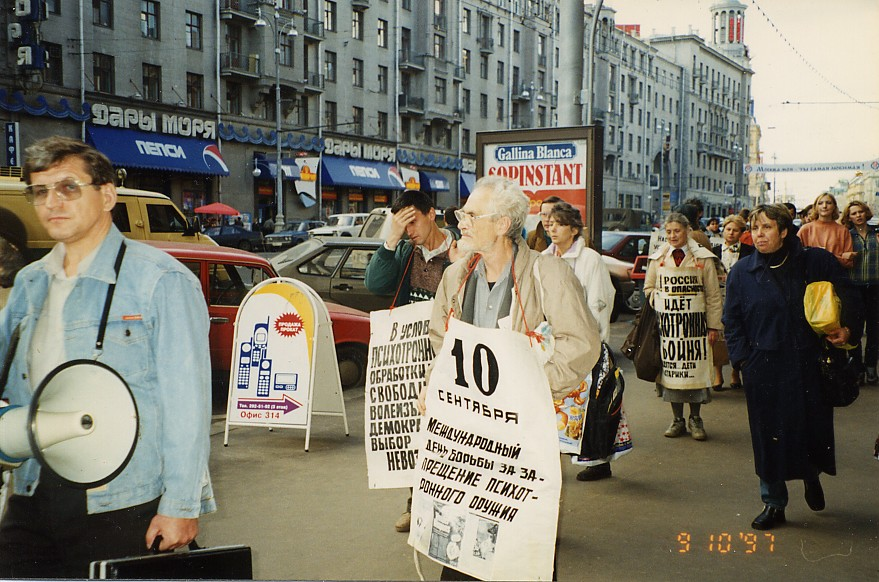
Protest przeciw „międzynarodowym broniom psychotronicznym” w Moskwie w 1997 roku

Zorganizowane Elektroniczne Tortury (inaczej elektroterroryzm, tortury psychotroniczne, ang. electronic harassment, electromagnetic torture)  – teoria spiskowa głosząca, że istnieje grupa złych osób (agenci rządowi lub przestępcy zorganizowani), która wykorzystuje promieniowanie elektromagnetyczne, radary oraz środki inwigulujące w celu transmisji dźwięków i myśli bezpośrednio do umysłów wybranych przez nich ofiar, negatywnego wpływania na ich ciała oraz ogólnie pojętego nękania ich. Osoby, które twierdzą, że stały się celem tego typu ataków, określają siebie jako „targeted individuals” (TIs) bądź „targeci”. Niektórzy z nich uważają również, że są ofiarami gang stalkingu. Część rzekomo poszkodowanych zrzesza się w ramach specjalnych grup wsparcia.
Wielu specjalistów medycznych badało to zjawisko. Obecny konsensus naukowy jest taki, że te doświadczenia są niczym więcej jak halucynacjami, wynikiem zaburzeń urojeniowych lub psychozy. Za jedną z przyczyn podaje się również efekt nocebo.